# Robert Gill (spisovatel)
Robert Gill (1. prosince 1935 Ostrava – červenec 2012 Brno) byl český spisovatel, povoláním pedagog.

## Životopis
Narodil se v roce 1935. Od roku 1964 působil jako středoškolský profesor češtiny a angličtiny na SVVŠ a posléze Gymnáziu Brno – Křenová 36. Podílel se na přípravách sborníků k výročím své školy (1967, 1972) a literárních sbornících jejích studentů Brk. Přispíval do brněnského tisku (Rovnost) a do literárního časopisu Plamen. Používal autorskou šifru ergé. Pohřeb měl v Brně 13. července 2012.

### Protokoly
Jeho literárním debutem se v roce 1964 stala sbírka satirických povídek Protokoly. Obsahuje čtrnáct do stručnosti pročištěných próz plných absurdní imaginace. Celá knížka se nese satirickým tónem zaměřeným na dobovou atmosféru komunistického dusna, což jednak svědčí o uvolnění cenzury v šedesátých letech 20. století, ale také o osobní statečnosti mladého autora. Realita je mu jen odrazištěm k stvoření umělého světa. Prokázal smysl pro skloubení reálna s ireálnem. Lze tu vystopovat vlivy Ionesca, Pintera, Jaroslava Haška, hrabalovský přístup krásného mlácení prázdné slámy.

### Čára
Dne 10. 11. 1965 měla v Satirickém divadle Večerní Brno v režii Luďka Ambrože a Evžena Sokolovského premiéru Gillova divadelní hra Čára. Čára čili hranice vtrhne v podobě dvou geometrů do Adámkovic pokoje a rozpůlí kdeco, i na kanapi spícího Františka Adámka. Tak je tato Gillova groteska rozehrána. Je to autor poučený moderní dramatikou, a tudíž nemíní svou hrou připomínat některou reálnou hraniční čáru ani nehodlá psychologicky rozebírat konflikty svých postav, ale chce na jevišti vytvořit model imaginativního světa, pobavit groteskní i tragickou hrůzou nesmyslných čar a předvést, jak pronikají do intimity našich životů, ruší a rozvracejí je, zatímco my jsme před pohybem mechanismů, rozhýbaných z jakýchsi vyšších zájmů, bezmocní jako šachové figurky, s nimiž se jenom manipuluje, i směšní, když se proti tomu všemu pokoušíme vzepřít.
Brzy se ukáže, že sama výchozí situace není jediným zdrojem aktivity hry. Teprve pokusy změnit či zrušit nesmyslnou hranici tvoří pohyb Gillovy grotesky.

## Spolupráce s StB
Dle Archivu bezpečnostních složek byl od 2. 6. 1976 veden jako kandidát tajné spolupráce (krycí jméno Kantor) a od 22. 10. téhož roku jako agent Státní bezpečnosti pod krycím jménem Percy.

## Dílo
- Protokoly. Brno : Krajské nakladatelství v Brně, 1964.
- Čára. Divadelní hra. Premiéra 10. 11. 1965, Večerní Brno.